# آریونا ایرانی
آریونا ایرانی (انگلیسی: Aruna Irani؛ زادهٔ ۱۸ اوت ۱۹۴۶) یک هنرپیشه، و کارگردان اهل هند است.او در پیش از ۵۰۰ فیلم هندی به ایفای نقش پرداخته است.او از ده نامزدی جایزه فیلم فیر برای بهترین بازیگر نقش مکمل زن دو بار برنده این جایزه شده است.
از فیلم‌ها یا برنامه‌های تلویزیونی که وی در آن نقش داشته‌است می‌توان به دل‌های شکسته اشاره کرد.

## فیلم‌شناسی
فهرست برخی از فیلم‌هایی که آریونا ایرانی در آن‌ها به ایفای نقش پرداخته‌است:
- دل‌های شکسته
- وقت همراهیه
- شوهر
- ملکه مارها ۲
- آرزو
- ترش و شیرین
- گل و خار
- جگر
- جان من تو بگو
- جی ویکرانتا
- خانم خوشگله قبول میکنه
- تاریخ
- راجا و سه برادر
- ایثار
- بزرگ
- عاشق شدی
- خون و عرق
- غذا، لباس و سرپناه
- تقدیر
- اشک‌ها تبدیل شده‌اند به شعله
- موسیقی
- مقاومت
- خدای عشق
- مهربانی
- آبهیمانیو
- کاروان
- قرض
- بخشش
- غیرقانونی
- سرکش
- تحفه
- خانه جهان
- زن متأهل
- استاد
- آتش و شعله
- افسر پلیس
- رویاهای ساجن
- مقابله
- سلسله عشق
- محافظ
- گوپی کیشان
- آتش بی‌حرمتی
- هالو شماره یک
- مهاراجه
- دو چشم و دوازده دست
- حساب زخم‌ها
- دولت کوچک
- شنگرفی
- عاشق شو ببین
- جرئت
- دو جاسوس
- بی‌سواد
- امواج گنگ
- گل و آتش
- لیلی مجنون
- مار
- رقص در موسم باران
- هستی
- قرض شیر
- سکه
- عصر جدید
- آستانه
- دین من
- عصر امروز
- بدهی عشق
- سورما بوپالی
- حشیش
- شالیمار
- وظیفه
- در نزدیکی
- پادشاه خیابان
- طبیعت
- نور
- حقیقت
- دنیا شروع به رقص می‌کند
- زاهد تارک دنیا
- وارث
- ندای انصاف
- حقیقت دروغین
- دوستت دارم جانی
- سخاوتمند
- گاما
- برای سرگرمی
- راجا
- ادویه تند
- معبد عشق
- طبیعت
- گنگا و جمنا
- قانون و مقررات
- رویاهای هفت رنگ
- راجاجی
- دلسوز
- برای ازدواج آماده شوید
- فاکیرا
- گاتام گوویندا
- خدای جنایت
- جهان آرا
- جدایی
- کی برد؟ کی باخت؟
- لاو کوش
- ازدواج عاشقانه
- ابزار
- امنیت
- وکیل بابو
- بیا هم را ببینیم عشقم
- تکبر
- آهسته آهسته
- مروارید گرانبها
- رابطه منحصربه‌فرد
- آشنایی
- اولاد
- زن، این داستان توست
- شب دیدار فرا رسیده‌است
- بگذار یک موضوع باشد
- خواهر بزرگتر
- پیوند
- بیست سال بعد
- دختر شماره یک
- خوش‌شانس
- برهما
- پیرمرد پیدا شد
- دانه و آب
- بخش ۳۰۲
- دشمنان ثروت
- الهه
- ثروتمند